# Corydalis hindukushensis
Corydalis hindukushensis är en vallmoväxtart som beskrevs av Per Erland Berg Wendelbo och Grey.-wilson. Corydalis hindukushensis ingår i släktet nunneörter, och familjen vallmoväxter. Inga underarter finns listade i Catalogue of Life.